# Eugene Schieffelin
Eugene Schieffelin (* 29. Januar 1827 in New York City; † 15. August 1906 in Newport, Rhode Island) war ein amerikanischer Arzneimittelhersteller und Vorsitzender der American Acclimatization Society. Er wurde dadurch bekannt, dass er 1890 und 1891 die bis dahin nur in Eurasien heimischen Stare in die Vereinigten Staaten einführte. Die Staren-Population ist in den vergangenen 120 Jahren auf dem Gebiet der USA auf 200 Millionen angewachsen. Sie gelten als Schädlinge, die jährlich Schaden in einer Höhe von 800 Millionen Dollar verursachen.

## Leben

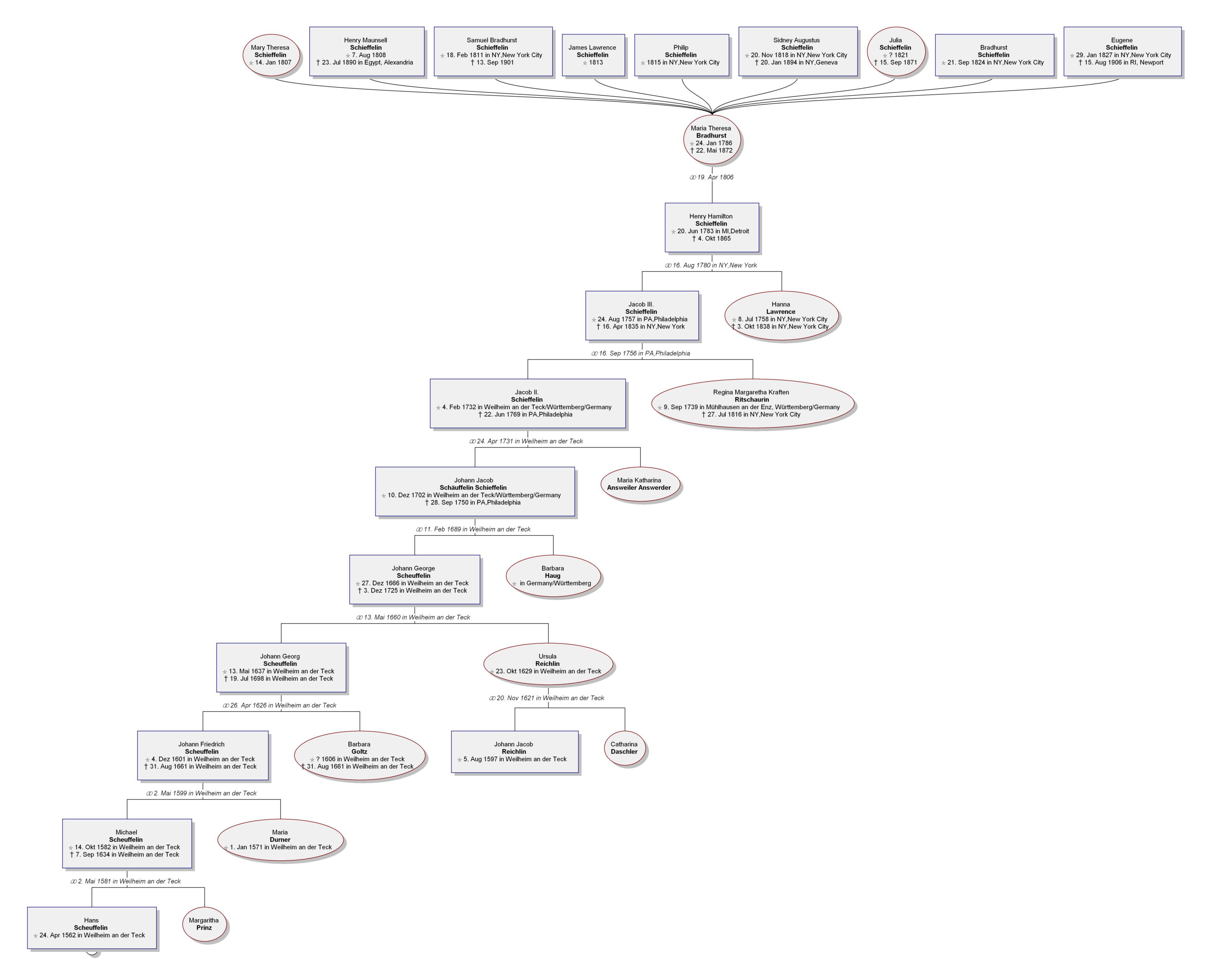
Stammbaum von Eugene Schieffelin (< oben rechts)

Schieffelin stammte aus einer prominenten, deutschstämmigen New Yorker Familie. Er war der siebte Sohn des Anwalts Henry Hamilton Schieffelin. Gemeinsam mit seinen Brüdern führte er das bereits in der dritten Generation bestehende Unternehmen Schieffelin & Co., das Arzneimittel importierte und verkaufte. Unter dem Namen Schieffelin & Somerset importiert es heute Wein und Spirituosen und gehört zu den am längsten ununterbrochen bestehenden Unternehmen der Vereinigten Staaten. Schieffelin war naturwissenschaftlich interessiert, besonders an Vögeln, aber auch ein Theater- und Literaturliebhaber. Er war Mitglied der New York Zoological Society und der New York Genealogical and Biographical Society. Nach längerer Krankheit starb er 1906 in Newport. Nach seiner Familie ist die Schieffelin Avenue und der Schieffelin Place in der Bronx benannt.

## Aussetzung
Von 1877 an war Schieffelin der Vorsitzende und die treibende Kraft der American Acclimatization Society. Die 1871 gegründete Gesellschaft hatte das Ziel, Tiere aus Europa nach Nordamerika zu importieren und dort heimisch werden zu lassen. Es gab mehrere solcher Gesellschaften in verschiedenen Städten der USA und auch unorganisierte Aussetzungen verschiedener Vogelarten. Im 19. Jahrhundert war noch nicht bekannt, welche dramatischen Auswirkungen es haben kann, nicht heimische Tiere in ein fremdes Ökosystem einzuführen.
Am 6. März 1890 ließ Schieffelin 60 aus England importierte Stare (Sturnus vulgaris) im New Yorker Central Park aussetzen. Im folgenden Jahr wiederholte er das mit 40 weiteren Vögeln. Das erste Paar nistete in der Dachrinne des American Museum of Natural History. In den ersten Jahren kamen die Vögel nicht über Manhattan hinaus, aber bereits 1928 hatten sie den Mississippi erreicht und bis 1942 Kalifornien. In den 1950er Jahren waren bereits 50 Millionen Stare in den USA heimisch.
Stare gelten als Überträger von Krankheiten wie Histoplasmose, Toxoplasmose und der Newcastle-Krankheit und als eine Gefahr für den Flugverkehr. Ihr Kot ist ätzend und richtet Schäden an Gebäuden an. Sie wurden außerdem für den Rückgang vieler einheimischer Vogelarten wie des Rotkehl-Hüttensängers verantwortlich gemacht. Nach einer Studie des Cornell Laboratory of Ornithology von 2003 haben sie tatsächlich wohl nur den Saftlecker zurückgedrängt. Als von Menschen eingeführte Vögel fallen sie nicht unter den Migratory Bird Treaty Act of 1918 und dürfen getötet werden. Seit den 40er Jahren gab es wiederholte Versuche, die Population einzudämmen. Allein zwischen 1964 und 1967 wurden in Kalifornien 9 Millionen Stare vergiftet. 2008 ließ die US-Regierung 1,7 Millionen Stare töten, mehr als von jeder anderen Spezies.
Nach einer weit verbreiteten Ansicht lag Schieffelins persönliche Motivation darin, alle Vogelarten nach Nordamerika zu bringen, die in Shakespeares Werken erwähnt werden. Dies kann aber nicht abschließend belegt werden. Anderen Meinungen zufolge wollte er die Jahrzehnte zuvor an verschiedenen Orten eingeführten Spatzen zurückdrängen, die sich bereits zu einer Plage entwickelt hatten. Auch Schieffelin selbst hatte Spatzen ausgesetzt und Aussetzungen finanziert. Seine Versuche, Gimpel, Feldlerchen, Nachtigallen und Buchfinken einzuführen, scheiterten dagegen.
Der amerikanische Dichter William Cullen Bryant bewunderte Schieffelins Engagement und verfasste das Gedicht The Old-World Sparrow nach einem gemeinsamen Abend 1858, in dessen Verlauf Schieffelin Spatzen in seinem Hinterhof fliegen ließ.